# Virgilio Paz Romero
Virgilio Pablo Paz Romero (Santa Clara, Cuba, el 20 de noviembre de 1951) es un exiliado y militante anticastrista cubano que estuvo involucrado en el asesinato en 1976 del ex embajador chileno Orlando Letelier en Washington D. C. Paz Romero fue una de las dos personas acusadas de detonar un coche bomba a control remoto que mató a Letelier y a su secretaria Ronni Moffitt en el Sheridan Circle de Washington.

## Primeros años
Nacido en la familia de un oficial del ejército cubano, Virgilio Paz Alvarado, quién sirvió bajo el régimen de Fulgencio Batista y fue un acérrimo oponente de Fidel Castro.  La familia de Paz se fue de Santa Clara, Cuba a mediados de la década de 1960 cuando él tenía 14 años.
En 1966, mientras su familia estaba en la Ciudad de México esperando los documentos para emigrar a los Estados Unidos, el padre de Paz murió de neumonía. El adolescente Virgilio responsabilizó al régimen de Castro por la muerte prematura de su padre. Se convirtió en un acérrimo anticomunista y soñaba con unirse a la lucha armada contra Fidel Castro. Virgilio Paz Romero se instaló en una comunidad cubana en Nueva Jersey con su madre.
Cuando tenía 16 años, Paz era el miembro más joven del Movimiento Nacionalista Cubano (MNC). Dirigió el grupo juvenil del MNC, editó el boletín El Joven Nacionalista. Era cercano a los líderes del multinacional José Dionisio Suárez Esquivel, Elvin Ross, Guillermo Novo Sampoll y conoció a Orlando Bosch Ávila y a Luis Posada Carriles. El exilio cubano aceptó con entusiasmo el Golpe de Estado en Chile de 1973. El general Augusto Pinochet y la Junta de Gobierno de Chile parecían aliados naturales contra el régimen comunista de Fidel Castro. Para muchos emigrantes cubanos, Pinochet se convirtió en una figura de culto y esperanza en su lucha común. Suárez, Ross y Novo establecieron contacto con el servicio de inteligencia chileno Dirección de Inteligencia Nacional.

## Asesinato de Orlando Letelier
El 21 de septiembre de 1976, Orlando Letelier llevó a sus colegas Michael y Ronni Moffitt a trabajar en el Institute for Policy Studies en su Chevrolet Chevelle. Paz y José Dionisio Suárez Esquivel los siguieron en un Sedán. Paz detonó una bomba colocada debajo del automóvil de Letelier (instalada por el agente de la Dirección de Inteligencia Nacional chilena Michael Townley) cuando llegaba al Sheridan Circle en el Embassy Row de Washington. La explosión mató a Letelier y Ronni Moffitt.
Paz Romero, su esposa, un hijo y una hija vivían bajo nombres ficticios en el área de West Palm Beach, Florida desde 1980. Tomando el nombre de "Francisco Luis (Frank) Baez", Paz Romero era activo en la comunidad y era dueño de un negocio de paisajismo en Boynton Beach, Florida desde 1985. El 24 de abril de 1991, fue capturado sin incidentes mientras conducía al trabajo unos días después de que apareciera en un episodio del programa America's Most Wanted. El segmento presentaba un retrato de edad avanzada de Paz Romero dibujado por la artista forense Karen T. Taylor.
En julio de 1991, Paz Romero se declaró culpable de la conspiración para asesinar a Letelier y el 13 de septiembre de 1991 fue condenado a 12 años de prisión. Fue puesto en libertad condicional después de cumplir la mitad de su sentencia, y un juez de inmigración ordenó su deportación. Dado que Estados Unidos no tenía un acuerdo de deportación con Cuba, fue puesto bajo custodia indefinida del Servicio de Inmigración y Naturalización. En julio de 2001, después de que la Corte Suprema de los Estados Unidos dictaminara que las detenciones indefinidas eran inconstitucionales, el juez Paul Huck, del Tribunal de Distrito de los Estados Unidos para el Distrito Sur de Florida, ordenó poner en libertad a Paz Romero.
En mayo de 2016, la Corte Suprema de Chile votó por unanimidad para solicitar que Estados Unidos extraditara a Paz, al chileno Armando Fernández Larios y al estadounidense Michael Townley, quienes eran buscados por la detención, tortura y asesinato en julio de 1976 de Carmelo Soria, un diplomático hispano-chileno de las Organización de las Naciones Unidas. Los tres hombres eran exagentes de la policía secreta Dirección de Inteligencia Nacional de Augusto Pinochet.